# فولفغانغ فراي
فولفغانغ فراي (بالألمانية: Wolfgang Frey)‏ (و. 1942 – م) هو عالم نبات، وعالم نباتات لاوعائية، وأستاذ جامعي من ألمانيا .

## مناصب وهيئات
أدار جامعة برلين الحرة، وجامعة غيسن.